# Atletisme als Jocs Olímpics d'Estiu de 2024 - 100m masculí
La prova de 100m masculina d'Atletisme als Jocs Olímpics de París 2024 va ser la 30a edició de l'esdeveniment en unes Olimpíades. La prova es va disputar entre el 3 i el 4 d'agost del 2024 a l'Stade de France de París.
L'estatunidenc Noah Lyles va guanyar la medalla d'or, en una de les finals més ajustades de la història, amb un temps de 9.784 segons i que es va haver de decidir amb la tècnica de la foto finish. La medalla de plata fou pel jamaicà Kishane Thompson i la medalla de bronze va ser pel també estatunidenc Fred Kerley. Els Estats Units tornaven a guanyar la medalla d'or en la prova dels 100m, des dels Jocs Olímpics d'Atenes 2004, quan va guanyar Justin Gatlin.
L'equip dels Estats Units és, amb molta diferència, la selecció més guardonada, amb 17 medalles d'or, 16 medalles de plata i 10 medalles de bronze, en les 30 edicions que l'esdeveniment ha estat present als Jocs Olímpics. El jamaicà i actual plusmarquista mundial Usain Bolt, amb 3 medalles d'or és l'atleta més guardonat en tota la història de la competició.

## Format
Els 100 metres llisos consisteixen en un sprint que els atletes professionals realitzen en uns 10 segons, emprant unes 45 passes. La competició va començarà amb una fase preliminar, on només van competir els atletes que es van classificar mitjançant les places universals. En aquesta ronda preliminar, es classificaven els 2 primers de cada cursa i els 4 millor temps de tots els participants. A la segona fase (1a ronda) hi participaren tots els atletes classificats de la fase preliminar i la resta de velocistes. Passaven a la següent ronda els 3 primers de cada cursa i els 3 millors temps del còmput general. En les semifinals es classificaven els 2 millors de cada sèrie i els 2 millors temps. La final la van córrer els 8 velocistes que van passar totes les rondes i els 3 primers van obtenir les medalles.

## Classificació
La forma principal de classificació fou superant la marca estàndard de classificació (que per aquesta edició eren 10 segons), en qualsevol prova organitzada o supervisada per la Federació Internacional d'Atletisme, entre l'1 de juliol de 2023 i el 30 de juny de 2024. 27 atletes ho van aconseguir. A continuació es van classificar 29 atletes segons el rànquing atlètic. Finalment hi van participar 48 atletes (entres les places universals i les invitacions) fent prevaler la diversitat geogràfica. Cada federació podia enviar un màxim de 3 atletes a la prova.
| Mètode de classificació  | Places | País                            | Atleta classificat              |
| ------------------------ | ------ | ------------------------------- | ------------------------------- |
| Marca estàndard - 10.00" | 3      | Estats Units                    | Kenny Bednarek                  |
| Marca estàndard - 10.00" | 3      | Estats Units                    | Fred Kerley                     |
| Marca estàndard - 10.00" | 3      | Estats Units                    | Noah Lyles                      |
| Marca estàndard - 10.00" | 3      | Jamaica                         | Ackeem Blake                    |
| Marca estàndard - 10.00" | 3      | Jamaica                         | Oblique Seville                 |
| Marca estàndard - 10.00" | 3      | Jamaica                         | Kishane Thompson                |
| Marca estàndard - 10.00" | 3      | Regne Unit                      | Jeremiah Azu                    |
| Marca estàndard - 10.00" | 3      | Regne Unit                      | Louie Hinchliffe                |
| Marca estàndard - 10.00" | 3      | Regne Unit                      | Zharnel Hughes                  |
| Marca estàndard - 10.00" | 2      | Brasil                          | Erik Cardoso                    |
| Marca estàndard - 10.00" | 2      | Brasil                          | Felipe Bardi                    |
| Marca estàndard - 10.00" | 2      | Colòmbia                        | Jhonny Rentería                 |
| Marca estàndard - 10.00" | 2      | Colòmbia                        | Ronal Longa                     |
| Marca estàndard - 10.00" | 2      | Itàlia                          | Chituru Ali                     |
| Marca estàndard - 10.00" | 2      | Itàlia                          | Marcell Jacobs                  |
| Marca estàndard - 10.00" | 2      | Nigèria                         | Favour Ashe                     |
| Marca estàndard - 10.00" | 2      | Nigèria                         | Godson Oghenebrume              |
| Marca estàndard - 10.00" | 1      | Alemanya                        | Owen Ansah                      |
| Marca estàndard - 10.00" | 1      | Antigua i Barbuda               | Cejhae Greene                   |
| Marca estàndard - 10.00" | 1      | Botswana                        | Letsile Tebogo                  |
| Marca estàndard - 10.00" | 1      | Camerun                         | Emmanuel Eseme                  |
| Marca estàndard - 10.00" | 1      | Canadà                          | Andre de Grasse                 |
| Marca estàndard - 10.00" | 1      | Cuba                            | Reynaldo Espinosa               |
| Marca estàndard - 10.00" | 1      | Japó                            | Abdul Hakim Sani Brown          |
| Marca estàndard - 10.00" | 1      | Kenya                           | Ferdinand Omanyala              |
| Marca estàndard - 10.00" | 1      | Libèria                         | Emmanuel Matadi                 |
| Marca estàndard - 10.00" | 1      | Sud-àfrica                      | Akani Simbine                   |
| Rànquing atlètic         | 2      | Bahames                         | Terrence Jones                  |
| Rànquing atlètic         | 2      | Bahames                         | Wanya McCoy                     |
| Rànquing atlètic         | 2      | Canadà                          | Duan Asemota                    |
| Rànquing atlètic         | 2      | Canadà                          | Aaron Brown                     |
| Rànquing atlètic         | 2      | Ghana                           | Benjamin Azamati                |
| Rànquing atlètic         | 2      | Ghana                           | Abdul-Rasheed Saminu            |
| Rànquing atlètic         | 2      | Japó                            | Akihiro Higashida               |
| Rànquing atlètic         | 2      | Japó                            | Ryuichiro Sakai                 |
| Rànquing atlètic         | 2      | Sud-àfrica                      | Shaun Maswanganyi               |
| Rànquing atlètic         | 2      | Sud-àfrica                      | Benjamin Richardson             |
| Rànquing atlètic         | 1      | Alemanya                        | Joshua Hartmann                 |
| Rànquing atlètic         | 1      | Àustria                         | Markus Fuchs                    |
| Rànquing atlètic         | 1      | Brasil                          | Paulo André de Oliveira         |
| Rànquing atlètic         | 1      | Costa d'Ivori                   | Arthur Cissé                    |
| Rànquing atlètic         | 1      | Dinamarca                       | Simon Hansen                    |
| Rànquing atlètic         | 1      | Guyana                          | Emanuel Archibald               |
| Rànquing atlètic         | 1      | Illes Verges Britàniques        | Rikkoi Brathwaite               |
| Rànquing atlètic         | 1      | Iran                            | Hassan Taftian                  |
| Rànquing atlètic         | 1      | Nigèria                         | Kayinsola Ajayi                 |
| Rànquing atlètic         | 1      | Oman                            | Ali Anwar Al-Balushi            |
| Rànquing atlètic         | 1      | República Dominicana            | José González                   |
| Rànquing atlètic         | 1      | Suècia                          | Henrik Larsson                  |
| Rànquing atlètic         | 1      | Tailàndia                       | Puripol Boonson                 |
| Rànquing atlètic         | 1      | Turquia                         | Kayhan Özer                     |
| Rànquing atlètic         | 1      | Xina                            | Xie Zhenye                      |
| Places reallotjades      | 2      | Austràlia                       | Joshua Azzopardi                |
| Places reallotjades      | 2      | Austràlia                       | Rohan Browning                  |
| Places reallotjades      | 1      | Polònia                         | Oliwer Wdowik                   |
| Places reallotjades      | 1      | Trinitat i Tobago               | Devin Augustine                 |
| Places universals        | 1      | Albània                         | Franko Burraj                   |
| Places universals        | 1      | Angola                          | Marcos Santos                   |
| Places universals        | 1      | Bangladesh                      | Imranur Rahman                  |
| Places universals        | 1      | Benin                           | Didier Kiki                     |
| Places universals        | 1      | Belize                          | Shaun Gill                      |
| Places universals        | 1      | Brunei                          | Muhd Noor Firdaus Ar-Rasyid     |
| Places universals        | 1      | Comores                         | Hachim Maaroufou                |
| Places universals        | 1      | Estats Federats de Micronèsia   | Scott Fiti                      |
| Places universals        | 1      | Fiji                            | Waisake Tewa                    |
| Places universals        | 1      | Gabon                           | Wissy Frank Hoye Yenda Moukoula |
| Places universals        | 1      | Gàmbia                          | Ebrahima Camara                 |
| Places universals        | 1      | Guinea Bissau                   | Seco Camara                     |
| Places universals        | 1      | Guinea Equatorial               | Remigio Santander Villarubia    |
| Places universals        | 1      | Haití                           | Christopher Borzor              |
| Places universals        | 1      | Hondures                        | Melique García                  |
| Places universals        | 1      | Hong Kong                       | Felix Diu                       |
| Places universals        | 1      | Iemen                           | Samer Al-Yafaee                 |
| Places universals        | 1      | Illes Caiman                    | Davonte Howell                  |
| Places universals        | 1      | Illes Marshall                  | William Reed                    |
| Places universals        | 1      | Indonèsia                       | Lalu Muhammad Zohri             |
| Places universals        | 1      | Iraq                            | Taha Hussein Yaseen             |
| Places universals        | 1      | Kiribati                        | Kenaz Kaniwete                  |
| Places universals        | 1      | Líban                           | Noureddine Hadid                |
| Places universals        | 1      | Líbia                           | Ahmed Essabai                   |
| Places universals        | 1      | Madagascar                      | Rija Vatomanga Gardiner         |
| Places universals        | 1      | Malàisia                        | Muhd Azeem Fahmi                |
| Places universals        | 1      | Maldives                        | Ibadulla Adam                   |
| Places universals        | 1      | Mali                            | Fodé Sissoko                    |
| Places universals        | 1      | Malta                           | Beppe Grillo                    |
| Places universals        | 1      | Maurici                         | Noa Bibi                        |
| Places universals        | 1      | Moçambic                        | Steven Sabino                   |
| Places universals        | 1      | Montenegro                      | Darko Pesic                     |
| Places universals        | 1      | Nauru                           | Winzar Kakiouea                 |
| Places universals        | 1      | Panamà                          | Arturo Deliser                  |
| Places universals        | 1      | República Centreafricana        | Herve Toumandji                 |
| Places universals        | 1      | República Democràtica del Congo | Dominique Mulamba               |
| Places universals        | 1      | Saint Christopher i Nevis       | Naquille Harris                 |
| Places universals        | 1      | Seychelles                      | Dylan Sicobo                    |
| Places universals        | 1      | Singapur                        | Marc Brian Louis                |
| Places universals        | 1      | Surinam                         | Jalen Lisse                     |
| Places universals        | 1      | Swazilàndia                     | Sibusiso Matsenjwa              |
| Places universals        | 1      | Tadjikistan                     | Favoriz Muzrapov                |
| Places universals        | 1      | Timor Oriental                  | Manuel Ataide                   |
| Places universals        | 1      | Tonga                           | Maleselo Fufofuka               |
| Places universals        | 1      | Tuvalu                          | Karalo Maibuca                  |
| Invitació                | 1      | Afganistan                      | Sha Mahmood Noor Zahi           |
| Invitació                | 1      | Equip refugiats                 | Dorian Keletela                 |
| Invitació                | 1      | Guam                            | Joseph Green                    |

## Rècords
Abans de la prova, els rècords eren els següents:
| Rècord             | Atleta             | Temps | Lloc                  | Data                  |
| ------------------ | ------------------ | ----- | --------------------- | --------------------- |
| Rècord del Món     | Usain Bolt         | 9.58  | Berlín                | 16 d'agost de 2009    |
| Rècord Olímpic     | Usain Bolt         | 9.63  | Londres               | 5 d'agost de 2012     |
| Rècord Àfrica      | Ferdinand Omanyala | 9.77  | Nairobi               | 18 setembre 2021      |
| Rècord Àsia        | Su Bingtian        | 9.83  | Tòquio                | 1 d'agost de 2021     |
| Rècord Europa      | Marcell Jacobs     | 9.80  | Tòquio                | 1 d'agost de 2021     |
| Rècord NACAC       | Usain Bolt         | 9.58  | Berlín                | 16 d'agost de 2009    |
| Rècord Oceania     | Patrick Johnson    | 9.93  | Mito                  | 5 de maig de 2003     |
| Rècord Sud-amèrica | Felipe Bardi       | 9.96  | São Bernardo do Campo | 9 de setembre de 2023 |

## Competició

### Fase preliminar
La ronda preliminar es va disputar el 3 d'agost del 2024 a partir de les 10:45h. Hi van participar 72 atletes amb les marques de qualificació més baixes i amb les places universals i d'invitació. Es van classificar els 2 primers de cada sèrie i els 4 millor temps del còmput general.

#### Sèrie 1
| Posició | Atleta                | País           | Temps    |
| ------- | --------------------- | -------------- | -------- |
| 1       | Ebrahima Camara       | Gàmbia         | 10.29 Q  |
| 2       | Muhd Azeem Fahmi      | Malàisia       | 10.42 Q  |
| 3       | Marc Brian Louis      | Singapur       | 10.43 q  |
| 4       | Sha Mahmood Noor Zahi | Afganistan     | 10.64 NR |
| 5       | Seco Camara           | Guinea Bissau  | 10.76    |
| 6       | William Reed          | Illes Marshall | 11.29 PB |
| 7       | Karalo Maibuca        | Tuvalu         | 11.30 NR |

#### Sèrie 2
| Posició | Atleta             | País                     | Temps    |
| ------- | ------------------ | ------------------------ | -------- |
| 1       | Davonte Howell     | Illes Caiman             | 10.31 Q  |
| 2       | Sibusiso Matsenjwa | Swazilàndia              | 10.39 Q  |
| 3       | Didier Kiki        | Benin                    | 10.76    |
| 4       | Herve Toumandji    | República Centreafricana | 10.76    |
| 5       | Kenaz Kaniwete     | Kiribati                 | 11.29 PB |
| 6       | Darko Pesic        | Montenegro               | 11.85    |
| 7       | Steven Sabino      | Moçambic                 | DQ       |

#### Sèrie 3
| Posició | Atleta                  | País           | Temps      |
| ------- | ----------------------- | -------------- | ---------- |
| 1       | Noa Bibi                | Maurici        | 10.27 Q    |
| 2       | Franko Burraj           | Albània        | 10.60 Q PB |
| 3       | Favoriz Muzrapov        | Tadjikistan    | 10.60      |
| 4       | Felix Diu               | Hong Kong      | 10.62      |
| 5       | Melique García          | Hondures       | 10.76      |
| 6       | Rija Vatomanga Gardiner | Madagascar     | 10.82 PB   |
| 7       | Manuel Ataide           | Timor Oriental | 11.35 NR   |
| 8       | Samer Al-Yafaee         | Iemen          | 11.54 PB   |

#### Sèrie 4
| Posició | Atleta              | País                          | Temps      |
| ------- | ------------------- | ----------------------------- | ---------- |
| 1       | Christopher Borzor  | Haití                         | 10.26 Q    |
| 2       | Marcos Santos       | Angola                        | 10.31 Q NR |
| 3       | Hachim Maaroufou    | Comores                       | 10.44 q    |
| 4       | Taha Hussein Yaseen | Iraq                          | 10.51 q PB |
| 5       | Ibadulla Adam       | Maldives                      | 10.55 PB   |
| 6       | Shaun Gill          | Belize                        | 11.17      |
| 7       | Scott Fiti          | Estats Federats de Micronèsia | 11.61      |
| 8       | Ahmed Essabai       | Líbia                         | 11.89      |

#### Sèrie 5
| Posició | Atleta                       | País                            | Temps    |
| ------- | ---------------------------- | ------------------------------- | -------- |
| 1       | Naquille Harris              | Saint Christopher i Nevis       | 10.33 Q  |
| 2       | Lalu Muhammad Zohri          | Indonèsia                       | 10.35 Q  |
| 3       | Fodé Sissoko                 | Mali                            | 10.66    |
| 4       | Joseph Green                 | Guam                            | 10.85    |
| 5       | Winzar Kakiouea              | Nauru                           | 11.15    |
| 6       | Remigio Santander Villarubia | Guinea Equatorial               | 11.65    |
| 7       | Maleselo Fufofuka            | Tonga                           | 12.11 PB |
| 8       | Dominique Mulamba            | República Democràtica del Congo | DQ       |

#### Sèrie 6
| Posició | Atleta                          | País       | Temps    |
| ------- | ------------------------------- | ---------- | -------- |
| 1       | Arturo Deliser                  | Panamà     | 10.34 Q  |
| 2       | Dylan Sicobo                    | Seychelles | 10.51 Q  |
| 3       | Wissy Frank Hoye Yenda Moukoula | Gabon      | 10.59    |
| 4       | Jalen Lisse                     | Surinam    | 10.64 PB |
| 5       | Beppe Grillo                    | Malta      | 10.69    |
| 6       | Imranur Rahman                  | Bangladesh | 10.73    |
| 7       | Waisake Tewa                    | Fiji       | 10.73    |
| 8       | Muhd Noor Firdaus Ar-Rasyid     | Brunei     | 10.86    |

### 1a ronda
La primera ronda es va disputar el 3 d'agost de 2024 a partir de les 11.45h. Hi van participar tota la resta d'atletes classificats, més els que van aconseguir la classificació a la ronda preliminar. Es van classificar els 3 millors de cada sèrie i els 3 temps més ràpids del còmput global.

#### Sèrie 1
| Posició | Atleta              | País        | Temps   |
| ------- | ------------------- | ----------- | ------- |
| 1       | Kishane Thompson    | Jamaica     | 10.00 Q |
| 2       | Benjamin Azamati    | Ghana       | 10.08 Q |
| 3       | Reynaldo Espinosa   | Cuba        | 10.11 Q |
| 4       | Felipe Bardi        | Brasil      | 10.18   |
| 5       | Akihiro Higashida   | Japó        | 10.19   |
| 6       | Lalu Muhammad Zohri | Indonèsia   | 10.26   |
| 7       | Kayhan Özer         | Turquia     | 10.34   |
| 8       | Sibusiso Matsenjwa  | Swazilàndia | 10.39   |
| 9       | Jeremiah Azu        | Regne Unit  | DQ      |

#### Sèrie 2
| Posició | Atleta             | País              | Temps   |
| ------- | ------------------ | ----------------- | ------- |
| 1       | Ferdinand Omanyala | Kenya             | 10.08 Q |
| 2       | Chituru Ali        | Itàlia            | 10.12 Q |
| 3       | Joshua Hartmann    | Alemanya          | 10.16 Q |
| 4       | Joshua Azzopardi   | Austràlia         | 10.20   |
| 5       | Devin Augustine    | Trinitat i Tobago | 10.31   |
| 6       | Erik Cardoso       | Brasil            | 10.35   |
| 7       | Arturo Deliser     | Panamà            | 10.35   |
| 8       | Jhonny Rentería    | Colòmbia          | 10.38   |
| 9       | Muhd Azeem Fahmi   | Malàisia          | 10.45   |

#### Sèrie 3
| Posició | Atleta               | País                      | Temps   |
| ------- | -------------------- | ------------------------- | ------- |
| 1       | Louie Hinchliffe     | Regne Unit                | 9.98 Q  |
| 2       | Noah Lyles           | Estats Units              | 10.04 Q |
| 3       | Shaun Maswanganyi    | Sud-àfrica                | 10.06 Q |
| 4       | Xie Zhenye           | Xina                      | 10.16   |
| 5       | Owen Ansah           | Alemanya                  | 10.22   |
| 6       | Ali Anwar Al-Balushi | Oman                      | 10.26   |
| 7       | Naquille Harris      | Saint Christopher i Nevis | 10.36   |
| 8       | Markus Fuchs         | Àustria                   | 10.59   |
| 9       | Dylan Sicobo         | Seychelles                | 10.62   |

#### Sèrie 4
| Posició | Atleta                 | País      | Temps   |
| ------- | ---------------------- | --------- | ------- |
| 1       | Oblique Seville        | Jamaica   | 9.99 Q  |
| 2       | Abdul Hakim Sani Brown | Japó      | 10.02 Q |
| 3       | Puripol Boonson        | Tailàndia | 10.13 Q |
| 4       | Favour Ashe            | Nigèria   | 10.16 q |
| 5       | Duan Asemota           | Canadà    | 10.17   |
| 6       | Terrence Jones         | Bahames   | 10.31   |
| 7       | Marcos Santos          | Angola    | 10.40   |
| 8       | Franko Burraj          | Albània   | 10.66   |
| 9       | Oliwer Wdowik          | Polònia   | 11.53   |

#### Sèrie 5
| Posició | Atleta                  | País         | Temps          |
| ------- | ----------------------- | ------------ | -------------- |
| 1       | Kayinsola Ajayi         | Nigèria      | 10.02 Q        |
| 2       | Marcell Jacobs          | Itàlia       | 10.05 Q        |
| 3       | Abdul-Rasheed Saminu    | Ghana        | 10.06 (.053) Q |
| 4       | Benjamin Richardson     | Sud-àfrica   | 10.06 (.060) q |
| 5       | Hassan Taftian          | Iran         | 10.18          |
| 6       | Davonte Howell          | Illes Caiman | 10.24          |
| 7       | Henrik Larsson          | Suècia       | 10.24          |
| 8       | Paulo André de Oliveira | Brasil       | 10.46          |
| 9       | Marc Brian Louis        | Singapur     | DNS            |

#### Sèrie 6
| Posició | Atleta            | País                     | Temps   |
| ------- | ----------------- | ------------------------ | ------- |
| 1       | Akani Simbine     | Sud-àfrica               | 10.03 Q |
| 2       | Ackeem Blake      | Jamaica                  | 10.06 Q |
| 3       | Rikkoi Brathwaite | Illes Verges Britàniques | 10.13 Q |
| 4       | Ebrahima Camara   | Gàmbia                   | 10.21   |
| 5       | Wanya McCoy       | Bahames                  | 10.24   |
| 6       | Rohan Browning    | Austràlia                | 10.29   |
| 7       | Simon Hansen      | Dinamarca                | 10.39   |
| 8       | Emanuel Archibald | Guyana                   | 10.40   |
| 9       | Hachim Maaroufou  | Comores                  | 10.52   |

#### Sèrie 7
| Posició | Atleta              | País                 | Temps    |
| ------- | ------------------- | -------------------- | -------- |
| 1       | Kenny Bednarek      | Estats Units         | 9.97 Q   |
| 2       | Emmanuel Eseme      | Camerun              | 9.98 Q   |
| 3       | Andre de Grasse     | Canadà               | 10.07 Q  |
| 4       | Emmanuel Matadi     | Libèria              | 10.08 q  |
| 5       | Ryuichiro Sakai     | Japó                 | 10.17    |
| 6       | Noa Bibi            | Maurici              | 10.19    |
| 7       | Ronal Longa         | Colòmbia             | 10.29    |
| 8       | José González       | República Dominicana | 10.40    |
| 9       | Taha Hussein Yaseen | Iraq                 | 10.50 PB |

#### Sèrie 8
| Posició | Atleta             | País                            | Temps   |
| ------- | ------------------ | ------------------------------- | ------- |
| 1       | Fred Kerley        | Estats Units                    | 9.97 Q  |
| 2       | Letsile Tebogo     | Botswana                        | 10.01 Q |
| 3       | Zharnel Hughes     | Regne Unit                      | 10.03 Q |
| 4       | Cejhae Greene      | Antigua i Barbuda               | 10.17   |
| 5       | Christopher Borzor | Haití                           | 10.28   |
| 6       | Arthur Cissé       | Costa d'Ivori                   | 10.31   |
| 7       | Dorian Keletela    | Equip refugiats                 | 10.58   |
| 8       | Aaron Brown        | Canadà                          | DQ      |
| 9       | Dominique Mulamba  | República Democràtica del Congo | DQ      |

### Semifinals
Les semifinals es van disputar el 4 d'agost del 2024 a partir de les 20:05h. Es classificaven per la final, els 2 millors de cada sèrie i els 2 millors temps del còmput general.

#### Semifinal 1
| Posició | Atleta            | País                     | Temps     |
| ------- | ----------------- | ------------------------ | --------- |
| 1       | Oblique Seville   | Jamaica                  | 9.81 Q PB |
| 2       | Noah Lyles        | Estats Units             | 9.83 Q    |
| 3       | Louie Hinchliffe  | Regne Unit               | 9.97      |
| 4       | Emmanuel Eseme    | Camerun                  | 10.00     |
| 5       | Shaun Maswanganyi | Sud-àfrica               | 10.02     |
| 6       | Favour Ashe       | Nigèria                  | 10.08     |
| 7       | Chituru Ali       | Itàlia                   | 10.14     |
| 8       | Rikkoi Brathwaite | Illes Verges Britàniques | 10.15     |
| 9       | Benjamin Azamati  | Ghana                    | 10.17     |

#### Semifinal 2
| Posició | Atleta            | País         | Temps  |
| ------- | ----------------- | ------------ | ------ |
| 1       | Akani Simbine     | Sud-àfrica   | 9.87 Q |
| 2       | Letsile Tebogo    | Botswana     | 9.91 Q |
| 3       | Marcell Jacobs    | Itàlia       | 9.92 q |
| 4       | Kenny Bednarek    | Estats Units | 9.93 q |
| 5       | Ackeem Blake      | Jamaica      | 10.06  |
| 6       | Kayinsola Ajayi   | Nigèria      | 10.13  |
| 7       | Joshua Hartmann   | Alemanya     | 10.16  |
| 8       | Emmanuel Matadi   | Libèria      | 10.18  |
| 9       | Reynaldo Espinosa | Cuba         | 10.21  |

#### Semifinal 3
| Posició | Atleta                 | País         | Temps   |
| ------- | ---------------------- | ------------ | ------- |
| 1       | Kishane Thompson       | Jamaica      | 9.80 Q  |
| 2       | Fred Kerley            | Estats Units | 9.84 Q  |
| 3       | Benjamin Richardson    | Sud-àfrica   | 9.95    |
| 4       | Abdul Hakim Sani Brown | Japó         | 9.96 PB |
| 5       | Andre de Grasse        | Canadà       | 9.98    |
| 6       | Zharnel Hughes         | Regne Unit   | 10.01   |
| 7       | Abdul-Rasheed Saminu   | Ghana        | 10.05   |
| 8       | Ferdinand Omanyala     | Kenya        | 10.08   |
| 9       | Puripol Boonson        | Tailàndia    | 10.14   |

### Final
La final es va disputar el 4 d'agost del 2024 a les 21:50h.
| Posició | Atleta           | País         | Temps    |
| ------- | ---------------- | ------------ | -------- |
| 1       | Noah Lyles       | Estats Units | 9.784 PB |
| 2       | Kishane Thompson | Jamaica      | 9.789    |
| 3       | Fred Kerley      | Estats Units | 9.81     |
| 4       | Akani Simbine    | Sud-àfrica   | 9.82 NR  |
| 5       | Marcell Jacobs   | Itàlia       | 9.85     |
| 6       | Letsile Tebogo   | Botswana     | 9.86 NR  |
| 7       | Kenny Bednarek   | Estats Units | 9.88     |
| 8       | Oblique Seville  | Jamaica      | 9.91     |

## Medaller històric
| Posició | País              | Or | Argent | Bronze | Total |
| ------- | ----------------- | -- | ------ | ------ | ----- |
| 1       | Estats Units      | 17 | 16     | 10     | 43    |
| 2       | Jamaica           | 3  | 5      | 1      | 9     |
| 3       | Regne Unit        | 3  | 2      | 3      | 8     |
| 4       | Canadà            | 2  | 0      | 2      | 4     |
| 5       | Trinitat i Tobago | 1  | 2      | 1      | 4     |
| 6       | Alemanya          | 1  | 1      | 2      | 4     |
| 7       | URSS              | 1  | 0      | 1      | 2     |
| 8       | Sud-àfrica        | 1  | 0      | 0      | 1     |
| 8       | Itàlia            | 1  | 0      | 0      | 1     |
| 10      | Cuba              | 0  | 2      | 0      | 2     |
| 10      | Namíbia           | 0  | 2      | 0      | 2     |
| 12      | Portugal          | 0  | 1      | 0      | 1     |
| 13      | Austràlia         | 0  | 0      | 2      | 2     |
| 14      | Barbados          | 0  | 0      | 1      | 1     |
| 14      | Bulgària          | 0  | 0      | 1      | 1     |
| 14      | Panamà            | 0  | 0      | 1      | 1     |
| 14      | Països Baixos     | 0  | 0      | 1      | 1     |
| 14      | Nova Zelanda      | 0  | 0      | 1      | 1     |
| 14      | Hongria           | 0  | 0      | 1      | 1     |